# Палладийтрититан
Палла̀дийтритита́н — бинарное неорганическое соединение, интерметаллид палладия и титана с формулой Ti3Pd, кристаллы.

## Получение
- Сплавление стехиометрических количеств чистых веществ:

{\displaystyle {\mathsf {Pd+3Ti\ {\xrightarrow {585^{o}C}}\ Ti_{3}Pd}}}

## Физические свойства
Палладийтрититан образует кристаллы кубической сингонии, пространственная группа P m3n, параметры ячейки a = 0,5005 нм, Z = 2, структура типа силицида трихрома Cr3Si.
Соединение образуется по перитектоидной реакции при температуре 585 °C
и имеет область гомогенности 23÷28 ат.% палладия.
В некоторых работах соединению приписывают формулу Ti4Pd.